# Kos
Die griechische Insel Kos (griechisch Κως [kɔs] (f. sg.), türkisch İstanköy, italienisch Coo) in der östlichen Ägäis ist der kleinasiatischen Küste vorgelagert. Kos ist nach Rhodos und Karpathos die drittgrößte Dodekanes-Insel. Im Jahr 2021 hatte die Insel über 37.000 Einwohner. Hauptort ist die gleichnamige, etwa 22.000 Einwohner zählende Stadt Kos, die das touristische und kulturelle Zentrum der Insel bildet. Seit 2011 bildet die Insel auch gleichzeitig eine Gemeinde in der Region Südliche Ägäis und gemeinsam mit Nisyros den Regionalbezirk Kos.

## Geographie

### Lage

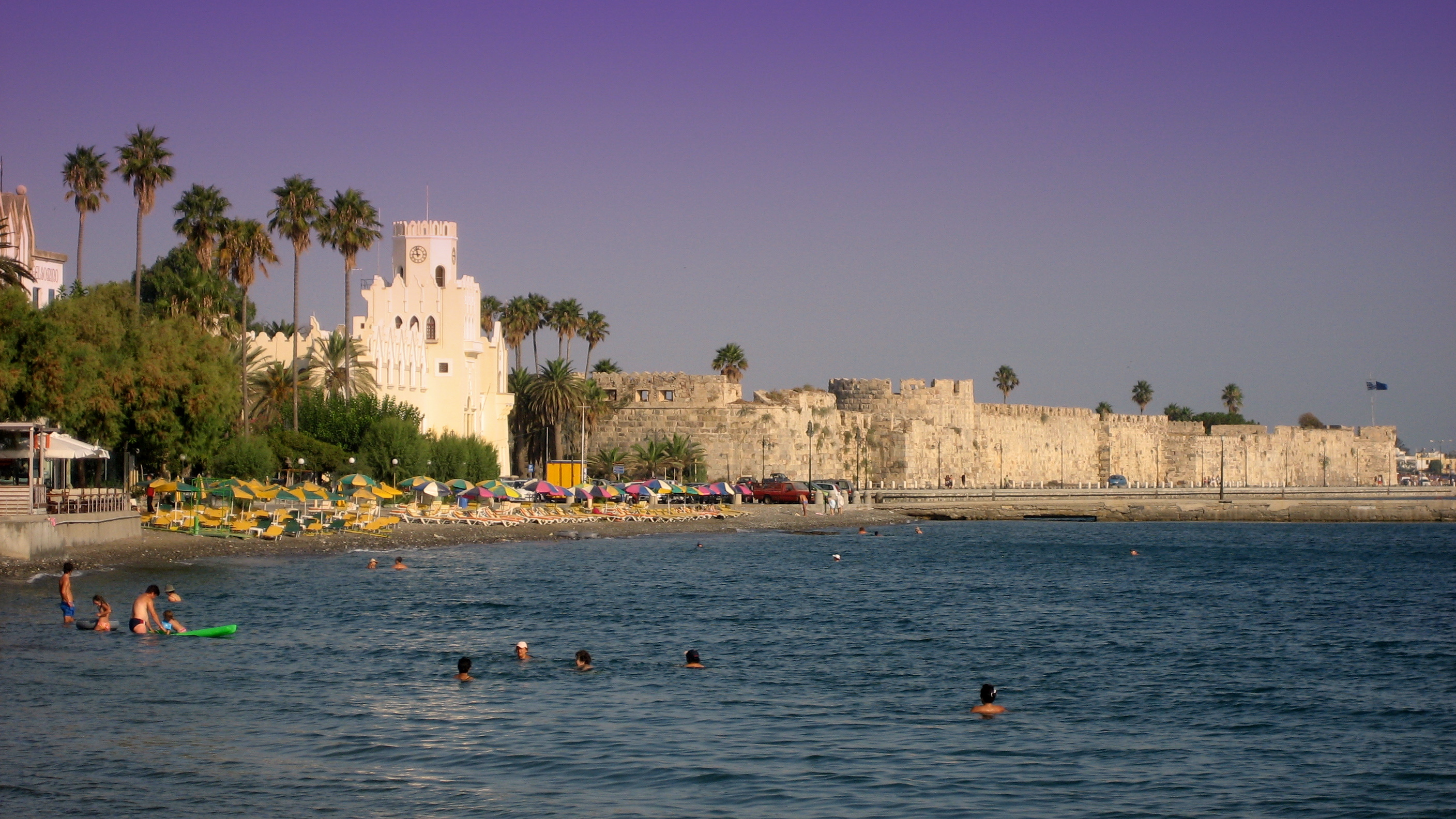
Kos

Kos liegt in der Ost-Ägäis am Eingang des Golfs von Gökova (türkisch Gökova Körfezi). Nördlich der Stadt Kos beträgt die kürzeste Entfernung zur Bodrum-Halbinsel (Bodrum Yarımadası) westlich der türkischen Stadt Bodrum weniger als fünf Kilometer. Die Datça-Halbinsel liegt 15 km südlich. Nachbarinseln sind im Norden Pserimos, vier Kilometer, und Kalymnos, zwölf Kilometer entfernt. Nisyros liegt 12 km südlich und Astypalea etwa 43 km westlich.

### Oberfläche
Bei einer Fläche von 287,611 km² beträgt die Länge etwas mehr als 42 km und die maximale Breite fast zehn Kilometer. Der Küstenverlauf ist relativ geradlinig ohne nennenswerte Einbuchtungen. Im Osten bildet nahe der Südküste die schmale bis 846 m hohe Bergkette des Dikeos-Massivs (Δίκαιος) die höchste Erhebung der Insel. Diese Bergkette flacht nach Norden hin ab und geht in eine fruchtbare, landwirtschaftlich genutzte Ebene über. Westlich einer 1,6 km schmalen Landenge liegt die Kefalos-Halbinsel (Κέφαλος χερσόνησος) mit dem 426 m hohen Berg Latra (Λάτρα) im äußersten Süden.

### Geologie
Geologisch besteht die Insel aus Schiefer, Kreidekalk und Tertiärschichten, mit mehrere Meter dicken Lagen quartären vulkanischen Tuffs. Dabei unterscheidet man die Insel in einen östlichen, einen zentralen und einen westlichen Teil. Insbesondere der westliche Teil ist stark von vulkanischer Aktivität gekennzeichnet, denn sie liegt in einer entsprechenden Zone, auch wenn die Insel selbst nicht vulkanischen Ursprungs ist. Im Westen finden sich dementsprechend vulkanische Mineralien, im Süden heiße Quellen. Der Osten ist von Bergen, Hügeln und der Küstenebene geprägt, wobei die Gebirgszone eine West-Ost-Orientierung aufweist. Höchster Berg ist der Dikaios mit 847 m. Die meisten der heißen Quellen befinden sich im südlichen und zentralen Teil des Massivs. Die hügeligen Gebiete erheben sich 200 bis 300 m über dem Meeresspiegel. Die zentrale Region wird von einem Plateau dominiert, das im Zentrum und im Norden aus Tuff besteht. Im Süden erstreckt sich die Ebene von Halasarna. Ihre Charakteristika gehen auf eine Vulkaneruption vor 160.000 bis 145.000 Jahren zurück. Deren Asche bedeckt ein Gebiet von 5000 km². Die vulkanische Asche erstreckt sich von Kalymnos über Tilos, Chalki und die Halikarnassos-Halbinsel und formt ein 100 m hohes Tuffplateau im Gebiet von Antimachia. Insgesamt ist die Insel hügelig, relativ flach und bietet ausreichend Süßwasser, womit sie gut für Land- und Viehwirtschaft geeignet ist.

### Klima
Durchschnittlich erhält die Insel 940 mm Niederschlag, jedoch mit einer starken Standardabweichung von 360 mm.
|                       | Jan  | Feb  | Mär  | Apr  | Mai  | Jun  | Jul  | Aug  | Sep  | Okt  | Nov  | Dez   |   |       |
| Mittl. Tagesmax. (°C) | 13,6 | 13,2 | 15,0 | 18,8 | 23,3 | 28,0 | 30,4 | 30,0 | 27,4 | 23,0 | 17,8 | 14,8  | ⌀ | 21,3  |
| Mittl. Tagesmin. (°C) | 8,8  | 8,1  | 9,5  | 12,3 | 15,8 | 19,6 | 21,7 | 21,8 | 19,9 | 16,6 | 12,8 | 10,2  | ⌀ | 14,8  |
|                       |      |      |      |      |      |      |      |      |      |      |      |       |   |       |
| Niederschlag (mm)     | 91,0 | 86,9 | 86,4 | 31,9 | 11,1 | 9,5  | 2,2  | 26,0 | 19,4 | 36,1 | 81,9 | 119,9 | Σ | 602,3 |
|                       |      |      |      |      |      |      |      |      |      |      |      |       |   |       |
| Sonnenstunden (h/d)   | 3    | 2    | 5    | 5    | 7    | 8    | 9    | 9    | 7    | 7    | 6    | 4     | ⌀ | 6     |
|                       |      |      |      |      |      |      |      |      |      |      |      |       |   |       |
| Regentage (d)         | 11   | 10   | 8    | 8    | 4    | 1    | 0    | 0    | 2    | 5    | 9    | 14    | Σ | 72    |
|                       |      |      |      |      |      |      |      |      |      |      |      |       |   |       |
| Luftfeuchtigkeit (%)  | 80   | 84   | 78   | 77   | 78   | 75   | 74   | 70   | 72   | 67   | 69   | 74    | ⌀ | 74,8  |

| 8,8 |

| 8,1 |

| 9,5 |

| 12,3 |

| 15,8 |

| 19,6 |

| 21,7 |

| 21,8 |

| 19,9 |

| 16,6 |

| 12,8 |

| 10,2 |

| 8,8 |

| 8,1 |

| 9,5 |

| 12,3 |

| 15,8 |

| 19,6 |

| 21,7 |

| 21,8 |

| 19,9 |

| 16,6 |

| 12,8 |

| 10,2 |

## Geschichte
Die früheste nachgewiesene Besiedlung von Kos erfolgte im Neolithikum. So wurde eine Reihe von Siedlungen nachgewiesen, zum Beispiel bei Askloupi, dessen Siedlung 150 mal 120 m maß.
Während der italienischen Besetzung der Insel wurden dort archäologische Grabungen durchgeführt. Dabei wurde auch die bedeutendste Fundstätte, Kos selbst, partiell ergraben. Dort fand sich eine mittel- bis spätbronzezeitliche Siedlung im als Serrayia bekannten Gebiet. 1947 wurden die Grabungen fortgesetzt. Die erste Besiedlung entstand demnach in der Frühbronzezeit (EB III). Daran schließt sich eine siedlungsleere Zeit an, die den größeren Teil der Mittelbronzezeit umfasst. Einen Kilometer südwestlich von Serrayia fand man einen mykenischen Friedhof (Eleona und Langada), den mit mindestens 82 Gräbern größten auf der Insel (Späthelladikum IIB–IIIA:1 - IIIC). Wenige hundert Meter westlich davon wurde das einzige Tholos-Grab auf Kos entdeckt, das allerdings nicht datiert ist. Kupfer wurde am Dikaios-Berg abgebaut, wahrscheinlich seit der frühen Bronzezeit.
Die Insel wurde durch dorische Siedler aus Epidauros kolonisiert, die möglicherweise den Kult des Heilgottes Asklepios mitbrachten. Seit 546 v. Chr. unter persischer Kontrolle, gehörte Kos ab ca. 450 v. Chr. zum attischen Seebund und fiel 405 an Sparta. Kos war in hellenistischer Zeit der Sitz einer Ärzteschule (siehe auch Empiriker (Ärzteschule)); entgegen älteren Annahmen wurde diese aber nicht von Hippokrates von Kos (ca. 460–370 v. Chr.), dem bekanntesten Arzt des Altertums, geleitet, da zu dessen Zeit noch keine Ärzteschulen im strengen Sinn bestanden, sondern Ärzte ausschließlich im Lehrlingssystem ausgebildet wurden.

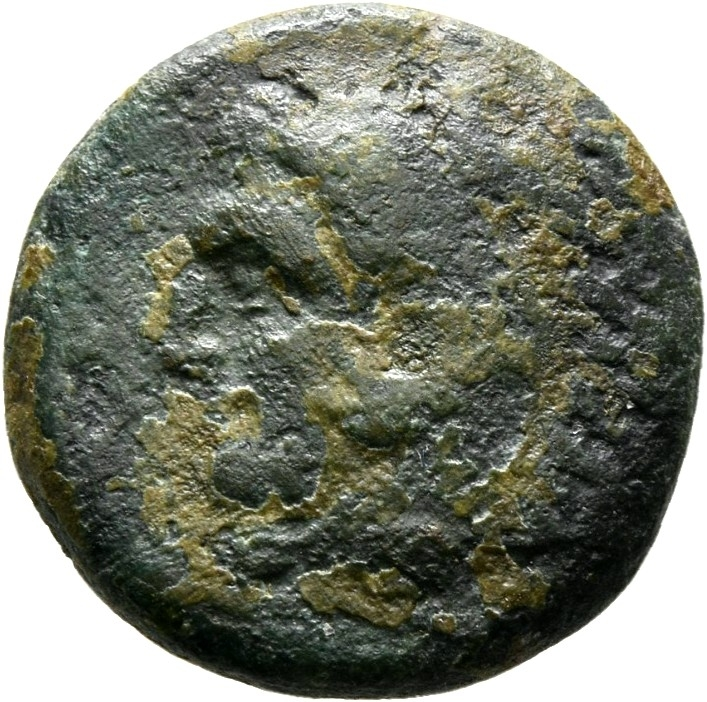
Münze aus Kos, ca. 280–210 v. Chr., Vorderseite

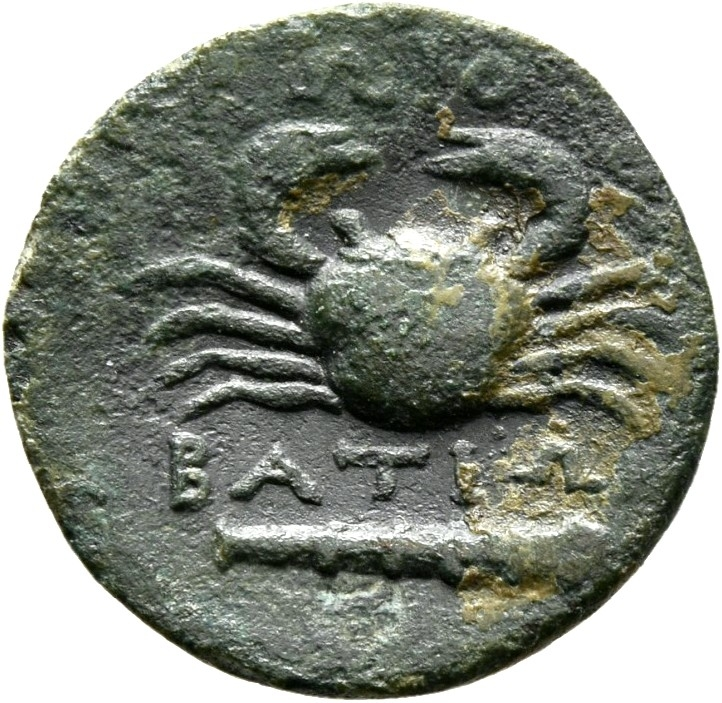
Münze aus Kos, ca. 280–210 v. Chr., Rückseite

Ähnliche Bekanntheit erfuhr diese Schule durch den Asklepiadeneid, den die Ärzte angeblich beim Antritt ihres Berufs geschworen haben sollen, aber dies ist eine durch nichts gestützte Vermutung. Von der Mitte des 4. Jahrhunderts bis zur Eroberung durch Alexander den Großen stand Kos unter der Oberherrschaft der karischen Hekatomniden in Halikarnassos, dem heutigen Bodrum. 366 v. Chr. wurde an der Nordostspitze der Insel die neue, das alte Astypalaia (heute Kefalos) ablösende, Hauptstadt Kos gegründet und wenig später an der Stelle eines Apollon-Haines das Heiligtum des Asklepios erbaut, das von vielen auswärtigen Gästen und Patienten besucht wurde. Um 300 v. Chr. gründete der babylonische Priester und Historiker Berossos auf Kos die erste Astrologieschule der hellenischen Welt, die großes Ansehen erlangte. Kos prägte in griechischer Zeit eigene Münzen, auf denen Asklepios, die Schlange und die Krabbe häufig abgebildet werden.
Kos stellte eine Art von natürlicher Handelsverbindung zwischen der Handelsmacht Rhodos und dem Reich der Ptolemäer dar und geriet in den Einflussbereich beider Mächte. Es versorgte sich weitgehend selbst, exportierte aber Wein und Seide; sein geschützter Hafen spielte eine bedeutende Rolle. Die Dichter Herodas und Theokritos liefern in ihren Dichtungen geistreiche Skizzen des Lebens aller Schichten des städtischen und ländlichen Kos von der Aristokratie bis zu den Sklaven.
Ab dem 2. Jahrhundert v. Chr. war Kos Teil des Römischen Reiches, später des Byzantinischen Reiches. Die Insel wurde 1204 durch die Venezianer und 1262 erneut durch die Byzantiner erobert. Diese traten sie an die Genuesen ab, die sie 1309 an die Johanniter verkauften. 1457 und erneut 1523 wurden die Ritter durch eine osmanische Invasion bedroht. Viele Einwohner wurden versklavt oder verließen die Insel mit den Rittern 1523. Diese wurde von Türken besiedelt. Das Osmanische Reich beherrschte Kos fast 400 Jahre lang, bis die Insel 1912 als Coo in den italienischen Machtbereich überging. Auch Italiener wurden hier angesiedelt.
Im Unternehmen „Eisbär“ am 3. Oktober 1943 besetzte die deutsche Wehrmacht die Insel bis zum Kriegsende. 3.145 italienische und 1.388 britische Soldaten gerieten in Gefangenschaft. Während dieser Operation kam es zum Massaker von Kos an gefangenen italienischen Offizieren.
Auf Rhodos und Kos fielen ungefähr 1.800 Juden in die Hände der deutschen Besatzer. Die Juden wurden auf Schiffe verladen, aufs griechische Festland verschleppt, kurz in einem Lager bei Athen eingesperrt und nach Auschwitz-Birkenau gebracht, wo sie mehrheitlich durch Vergasung umgebracht wurden.
1947 wurden die Italienischen Ägäis-Inseln, darunter Kos, an Griechenland übergeben.
In der Nacht vom 20. auf den 21. Juli 2017 gegen 1:30 Uhr Ortszeit ereignete sich ein Seebeben der Stärke 6,6 nach der Momenten-Magnituden-Skala, das besonders in der Hauptstadt Kos Zerstörungen bewirkte und zwei Todesopfer sowie mindestens 120 Verletzte forderte. Ein kleiner Tsunami überschwemmte den Hafen.

## Flüchtlingskrise
Auf Grund der Nähe zur türkischen Küste ist Kos (ebenso einige Nachbarinseln, insbesondere Lesbos) bedeutendes Ziel von Migranten, die mit Booten von der türkischen Küste übersetzen. Im Zusammenhang mit dem beabsichtigten Bau eines Registrierungszentrums für Flüchtlinge auf Kos kam es im Februar 2016 zu gewalttätigen Auseinandersetzungen zwischen Einwohnern und der Polizei, da die Einwohner die Beeinträchtigung des Tourismus, der Haupteinnahmequelle der Insel, durch die Flüchtlinge befürchteten.
Bezüglich der Buchungszahlen deutscher Touristen haben sich diese Befürchtungen bestätigt, da für den Sommer 2016 die Buchungen deutscher Touristen auf Kos und der ebenfalls von vielen Flüchtlingen angesteuerten Insel Samos zurückgingen, während insgesamt die Buchungszahlen deutscher Touristen in Griechenland deutlich anstiegen. Die allgemeinen Tourismuszahlen für Kos konnten sich in den folgenden Saisons erholen und erreichten 2018 einen Rekordwert beim internationalen Tourismus.
Die Lage für Geflüchtete war und ist in Kos prekär. So gab es zu Beginn der Ankünfte von Flüchtlingen kaum Organisation, Infrastruktur, Unterkünfte und Hilfsangebote für die Menschen. Von etwa 4000 Geflüchteten leben mit Stand Mai 2021 noch geschätzt 795 auf Kos, nachdem zu Anfang des Jahres 2021 die Prozeduren erheblich vereinfacht und beschleunigt wurden, um als Geflüchteter Asyl beantragen zu können und ins Festland umsetzen zu dürfen. Auch verkündete die EU, neue Strukturen für Flüchtende in Griechenland, darunter auch auf Kos, zu fördern und errichten.
Vor der Insel Kos soll es vermehrt zu Pushback-Aktionen seitens der griechischen Marine gekommen sein. So wurde im Oktober 2021 von einer der größten Pushbacks seit Jahren gesprochen, als 382 Flüchtlinge über vier Tage trotz Notsignal auf ihrem Schiff im Mittelmeer festgehalten wurden, ehe sie den Hafen von Kos ansteuern durften. An Bord befanden sich unter anderem 136 Kinder.
Auf Kos befindet sich ein offiziell als Closed Controlled Access Centre bezeichnetes Lager, das als Erstaufnahme- und Registrierungsstelle dienen soll. Die Errichtung zog Kosten von 35,3 Millionen Euro nach sich. Die Verhältnisse im Lager wurden im Jahr 2024 von Anna-Nicole Heinrich nach einem Besuch vor Ort kritisiert.

## Verwaltung und Politik
Seit der griechischen Gemeindereform nach dem Kapodistrias-Programm von 1997 war die Insel Kos in drei Gemeinden mit insgesamt sechs Gemeindebezirken untergliedert. Zum 1. Januar 2011 führte das Kallikratis-Programm die ehemaligen Gemeinden der Insel zur neu geschaffenen Gemeinde Kos (Δήμος Κω Dímos Ko) zusammen, Verwaltungssitz ist die Stadt Kos. Die bisherigen Gemeinden bilden Gemeindebezirke, die ehemaligen Gemeindebezirke sind Stadtbezirke, die eigene lokale Vertretungen wählen.
| Gemeindebezirk | griechischer Name           | Code   | Fläche (km²) | Einwohner 2001 | Einwohner 2011 | Stadtbezirke                   | Lage |
| Dikeos         | Δημοτική Ενότητα Δικαίου    | 640102 | 62,612       | 6.094          | 7.130          | Asfendio, Pyli                 |      |
| Iraklidis      | Δημοτική Ενότητα Ηρακλειδών | 640103 | 158,964      | 6.963          | 6.826          | Andimachia, Kardamena, Kefalos |      |
| Kos            | Δημοτική Ενότητα Κω         | 640101 | 66,552       | 17.890         | 19.432         | Kos                            |      |
| Gesamt         | Gesamt                      | 6401   | 288,128      | 30.949         | 33.388         |                                |      |

Bei den Kommunalwahlen 2010 konnte sich der parteilose Konstandinos Kaiserlis an der Spitze eines Wahlbündnisses der Demokratischen Linken bei der Stichwahl mit 53,55 % durchsetzen und ist damit Bürgermeister. Im Gemeinderat entfallen:
- 20 Sitze auf das Bündnis der Demokratischen Linken,
- 9 Sitze auf die sozialistische Panellinio Sosialistiko Kinima,
- 2 Sitze auf die konservative Nea Dimokratia und
- je ein Sitz auf einen unabhängigen Kandidaten und die KKE.[22]

## Bevölkerungsentwicklung
| Stadtbezirk (Δημοτική Κοινότητα) | 1905   | 1947   | 1951   | 1961   | 1971   | 1981   | 1991   | 2001   | 2011   |
| -------------------------------- | ------ | ------ | ------ | ------ | ------ | ------ | ------ | ------ | ------ |
| Asfendio                         | 1.967  | 2.661  | 2.500  | 2.590  | 1.594  | 1.723  | 2.741  | 3.205  | 4.094  |
| Pyli                             | 1.291  | 2.018  | 2.092  | 1.883  | 1.508  | 1.816  | 2.630  | 2.889  | 3.036  |
| Andimachia                       | 2.000  | 2.008  | 2.061  | 1.720  | 1.428  | 1.676  | 2.392  | 2.573  | 2.538  |
| Kardamena                        | 600    | 1.365  | 1.374  | 1.229  | 1.010  | 1.212  | 1.451  | 1.783  | 1.650  |
| Kefalos                          | 1.405  | 1.809  | 1.886  | 1.861  | 2.197  | 2.072  | 2.451  | 2.609  | 2.638  |
| Stadt Kos                        | 5.789  | 8.684  | 8.863  | 8.904  | 8.913  | 11.851 | 14.714 | 17.890 | 19.432 |
| Insel Kos                        | 13.052 | 18.545 | 18.776 | 18.187 | 16.650 | 20.353 | 26.379 | 30.949 | 33.388 |

## Sehenswürdigkeiten
- Kos-Stadt
  - Mandraki-Hafen
  - Platane des Hippokrates
  - Johanniterfestung Neratzia
  - Ausgrabungen in Kos-Stadt, z. B. Agora, Gymnasion, Decumana, Haus der Europa, Odeon, Casa Romana
- Überreste des Asklepieion von Kos bei Platáni, unweit von Kos-Stadt
- Bergdorf Zia
- Embros-Therme, eine Thermalquelle im offenen Meer (im Südosten der Insel)
- Salzsee Alykes bei Tigaki
- verlassenes Dorf Agios Dimitrios, nahe Asfendio
- verlassenes Dorf Palio Pyli mit Burgruine
- Reste der Festung Andimachia, nahe Flughafen Kos
- Pfauenwald, nahe Flughafen Kos

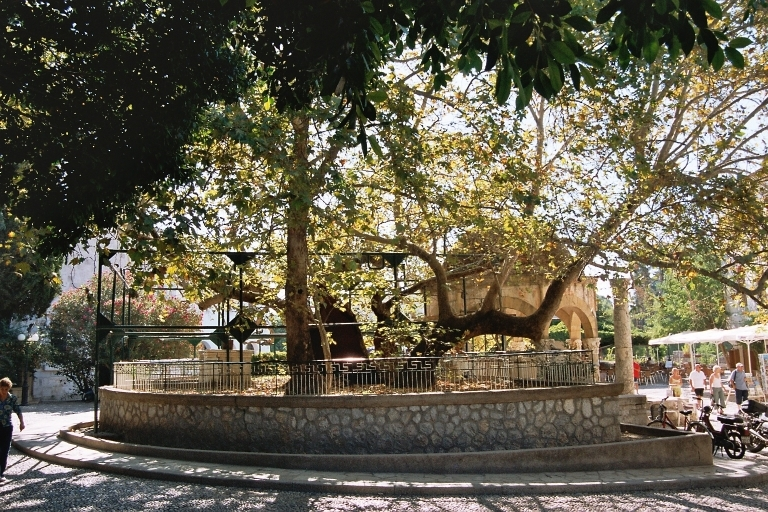
Platane des Hippokrates
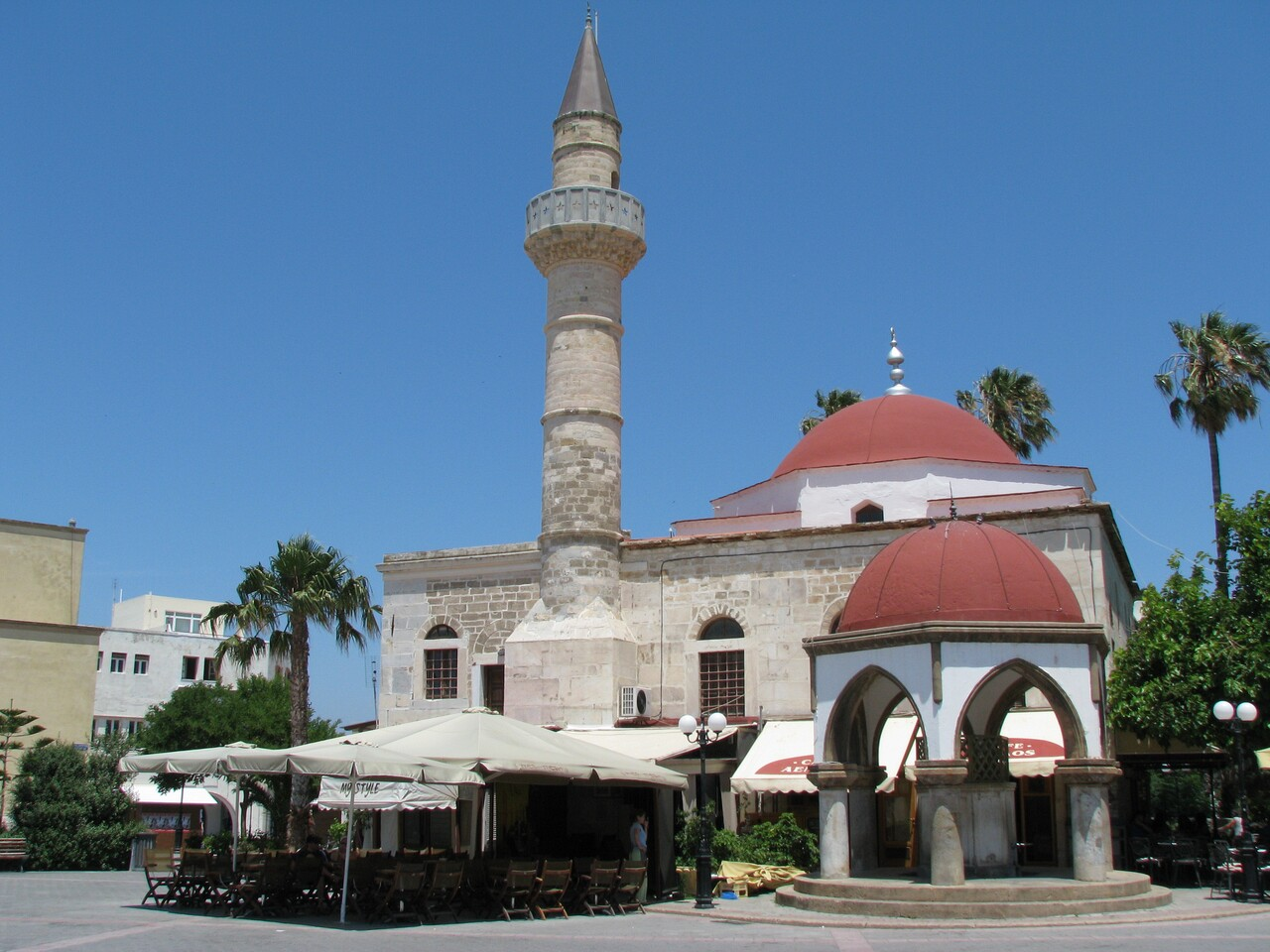
Defterdar-Moschee von 1725
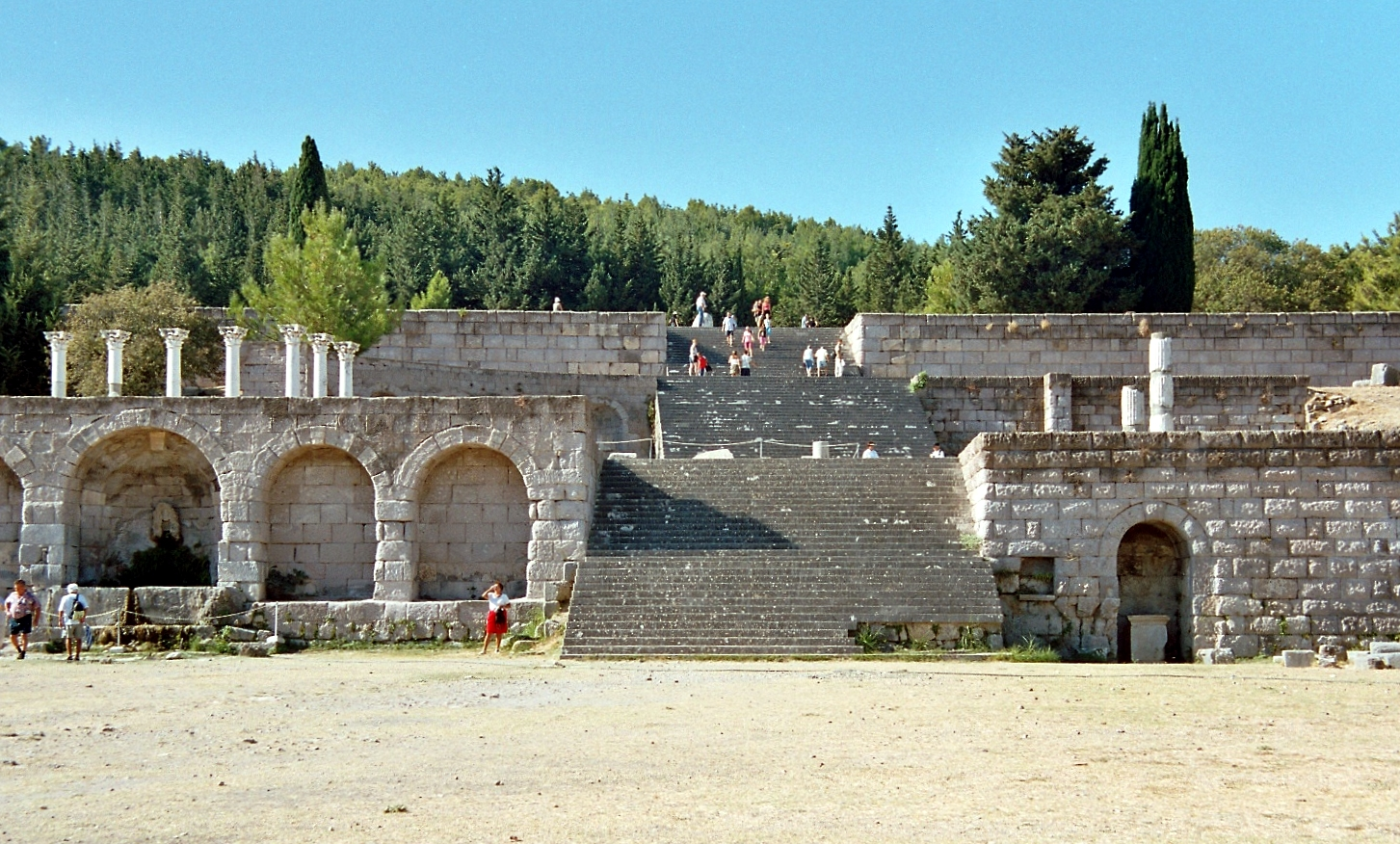
Ruinen des Asklepieion
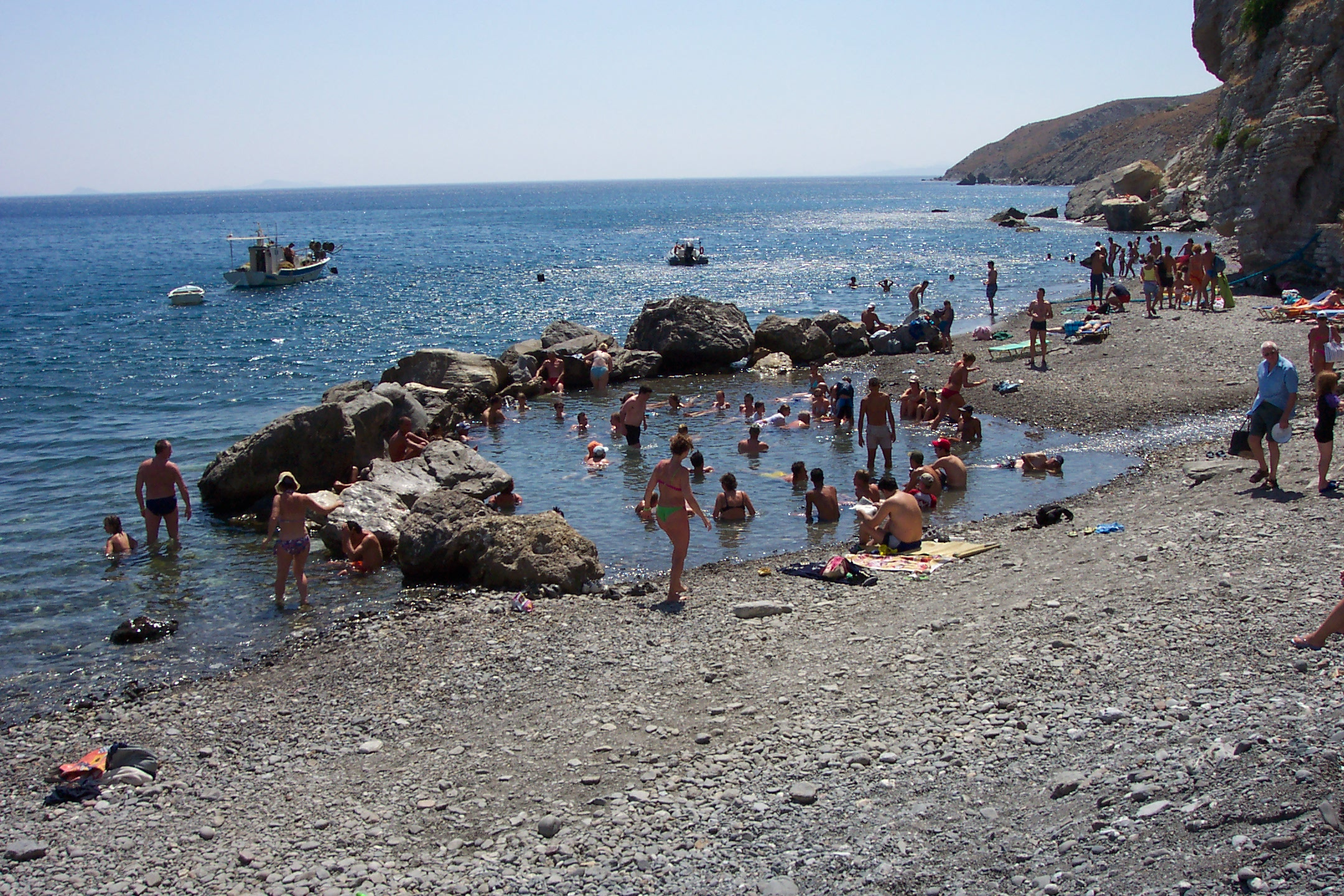
Embros-Therme auf Kos
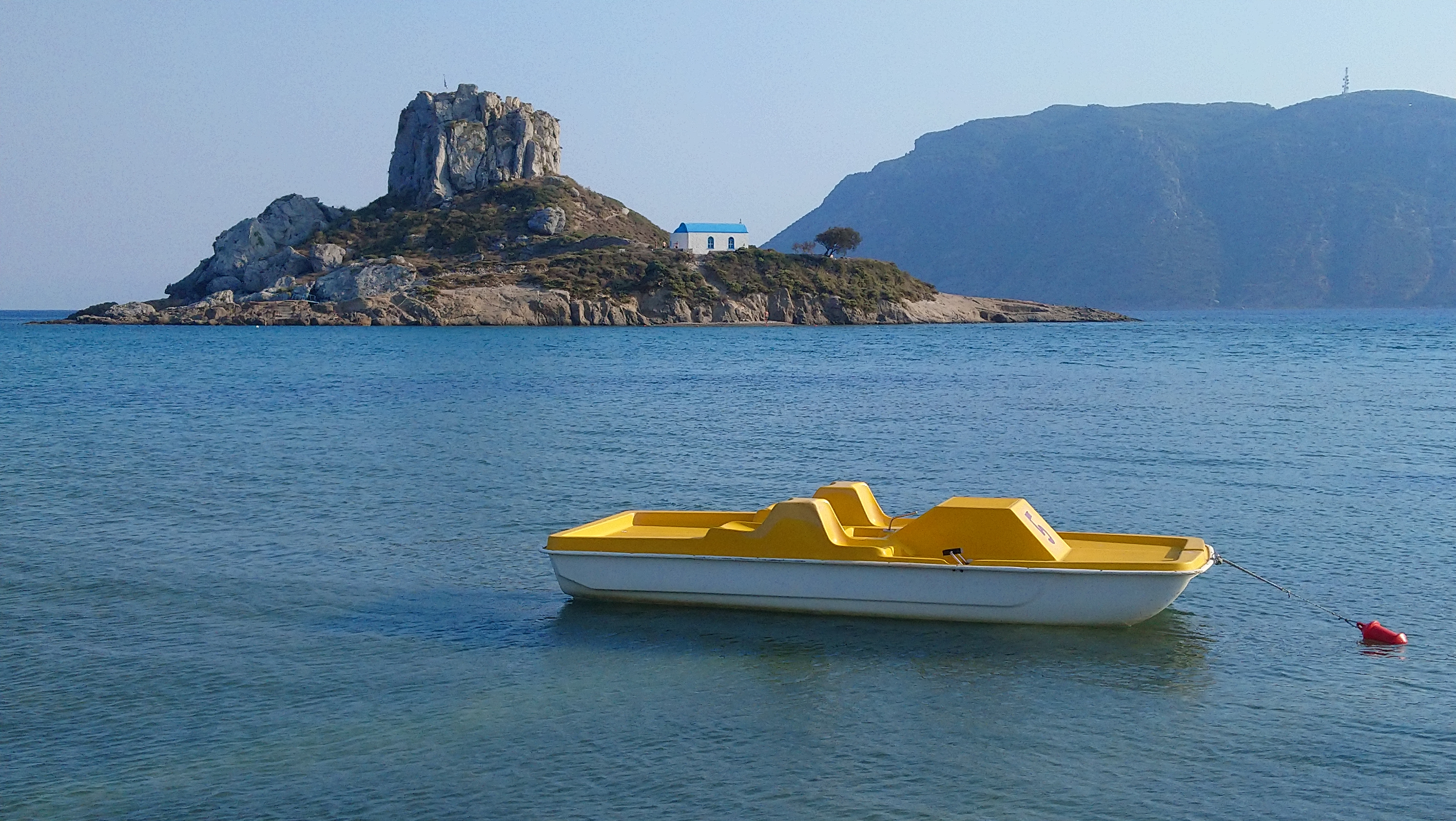
Insel Kastri beim Strand Agios Stefanos
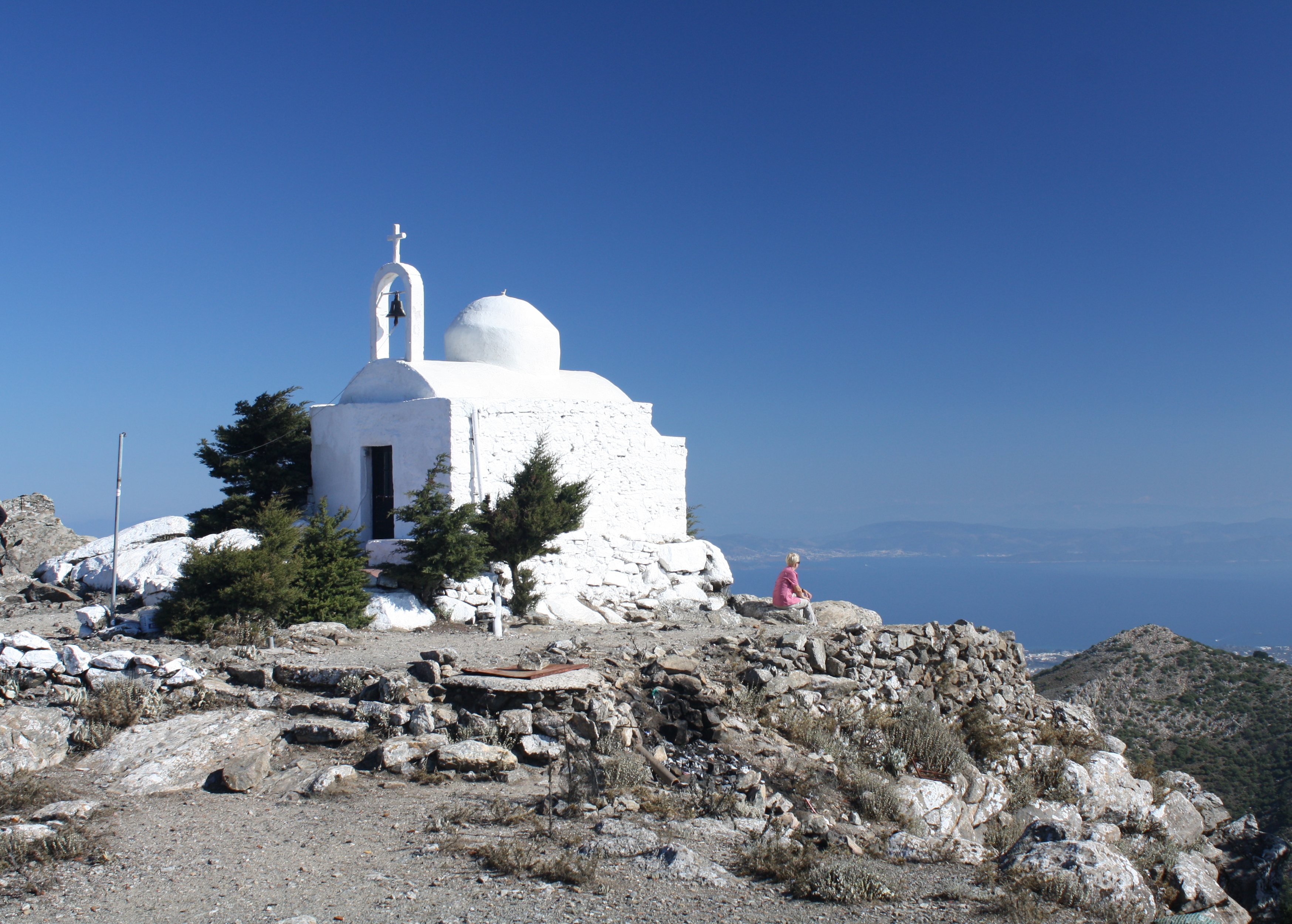
Kapelle Christos Dikeos auf dem Gipfel Dikeos des Dikeos-Gebirges

## Wirtschaft, Infrastruktur und Kultur
Der Tourismus bildet den Hauptwirtschaftszweig von Kos. Die Insel ist durch ihre langen Sandstrände mit großen Hotels bekannt.

### Landwirtschaft
Die dem Dikeos vorgelagerte fruchtbare Ebene wird landwirtschaftlich genutzt. Angebaut werden Gemüse und Getreide sowie Trauben, Mandeln, Feigen, Oliven und Zitrusfrüchte. In den 1920er Jahren bemühten sich die italienischen Besatzer um eine Verbesserung der Wasserversorgung. Unter anderem legten sie den Pyli-Stausee an.

### Energieversorgung
Seit 1994 betreibt die staatlich griechische Stromgesellschaft DEI (ΔΕΗ) ein Ölkraftwerk in der Nähe von Mastichari. Über ein Unterseekabel steht die 100 MW-Anlage zusätzlich mit den Inseln Tilos und Nisyros im Süden sowie Kalymnos und Pserimos im Norden in Verbindung.

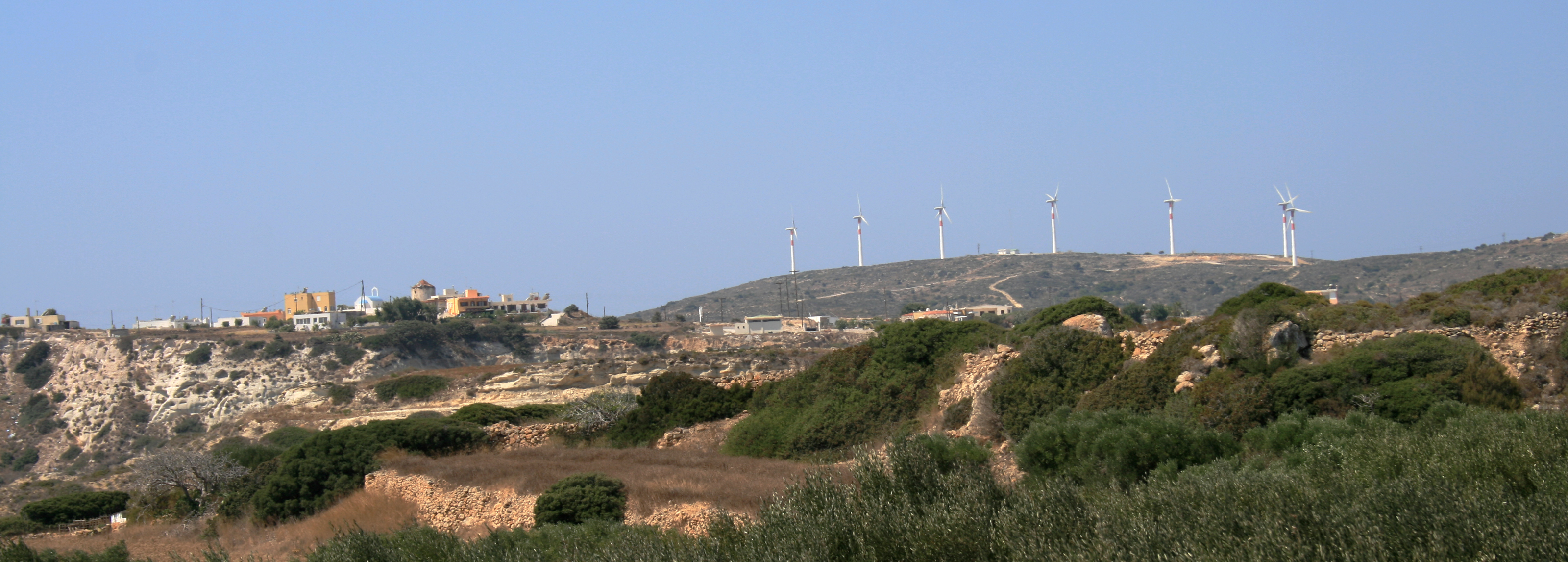
Windkraftanlage bei Kefalos

Das Tochterunternehmen PPC Renewables SA der DEI (ΔΕΗ) unterhält seit Februar 2002 gemeinsam mit der C.ROKAS S.A. einem Tochterunternehmen des spanischen Energieunternehmens Iberdrola Renovables bei Kefalos eine Windkraftanlage  mit einer Leistung von 4,2 MW. Die Anlage ist an das Ölkraftwerk bei Mastichari angeschlossen.

### Umwelt
Früher wurde der Müll der Insel auf Müllhalden gesammelt und verbrannt. Seit einigen Jahren trennen aber auch die Inselbewohner ihren Müll zum Recycling. Auch wurde vor wenigen Jahren im Südosten der Insel eine Kläranlage zur Abwasserreinigung errichtet.
Viele der Strände sind heute mit der blauen Flagge ausgezeichnet und haben die internationale Auszeichnung für Nachhaltigkeit erhalten. Die Strände werden in regelmäßigen Abständen auf die Qualität des Wassers und auf Umweltmanagement kontrolliert. Private Umweltkampagnen bemühen sich um weitere Verbesserungen im Umwelt- und Tierschutz, damit Touristen durch den Müll und den Mangel an Respekt vor Tieren nicht abgeschreckt werden.

### Flugverkehr
Der Flughafen Kos Hippokrates wird ganzjährig von Linienflügen der Olympic und Aegean Airlines aus Athen und Rhodos angeflogen. Zur Hauptsaison zwischen April und Oktober und vereinzelt in der Nebensaison landen Charter- und Billigfluggesellschaften mit Feriengästen aus vielen europäischen Ländern.

### Religion
Die Franziskaner verwalten die römisch-katholische Heilig-Kreuz-Kapelle auf der Insel Kos.
Auf Kos leben ca. 2000 türkischsprachige Muslime. Da der Dodekanes von 1912 bis 1947 zum Königreich Italien gehörte, war er nicht von der 1923 vereinbarten Zwangsumsiedlung von Griechen und Türken in die jeweiligen Heimatländer betroffen.

## Persönlichkeiten
- Herakleides von Kos (um 440 v. Chr.), Arzt und Vater des Hippokrates
- Hippokrates (um 460 v. Chr.–um 370 v. Chr.), ein berühmter Arzt des Altertums, wurde um 460 v. Chr. auf Kos geboren.
- Berossos, ein babylonischer Priester und Historiker, gründete auf Kos die erste Astrologieschule der hellenischen Welt.
- Ptolemaios Philadelphos (* 36 v. Chr.), Sohn der ägyptischen Königin Kleopatra.
- Apelles, ein griechischer Maler der Antike, starb vermutlich auf Kos.
- Die Insel war auch die Heimat von Herodas, der über sie schrieb: „Kos ist lieblich, angenehm zum Wohnen und reich an Wasser.“
- Şükrü Kaya (1882–1959), langjähriger Innenminister und Außenminister der Türkei.
- Der Vater des Tennisspielers Pete Sampras (* 1971) stammt von der Insel.

## Ehrenbürger
- Klaus Bötig (1948–2025), deutscher Reiseschriftsteller[26]

## Literatur

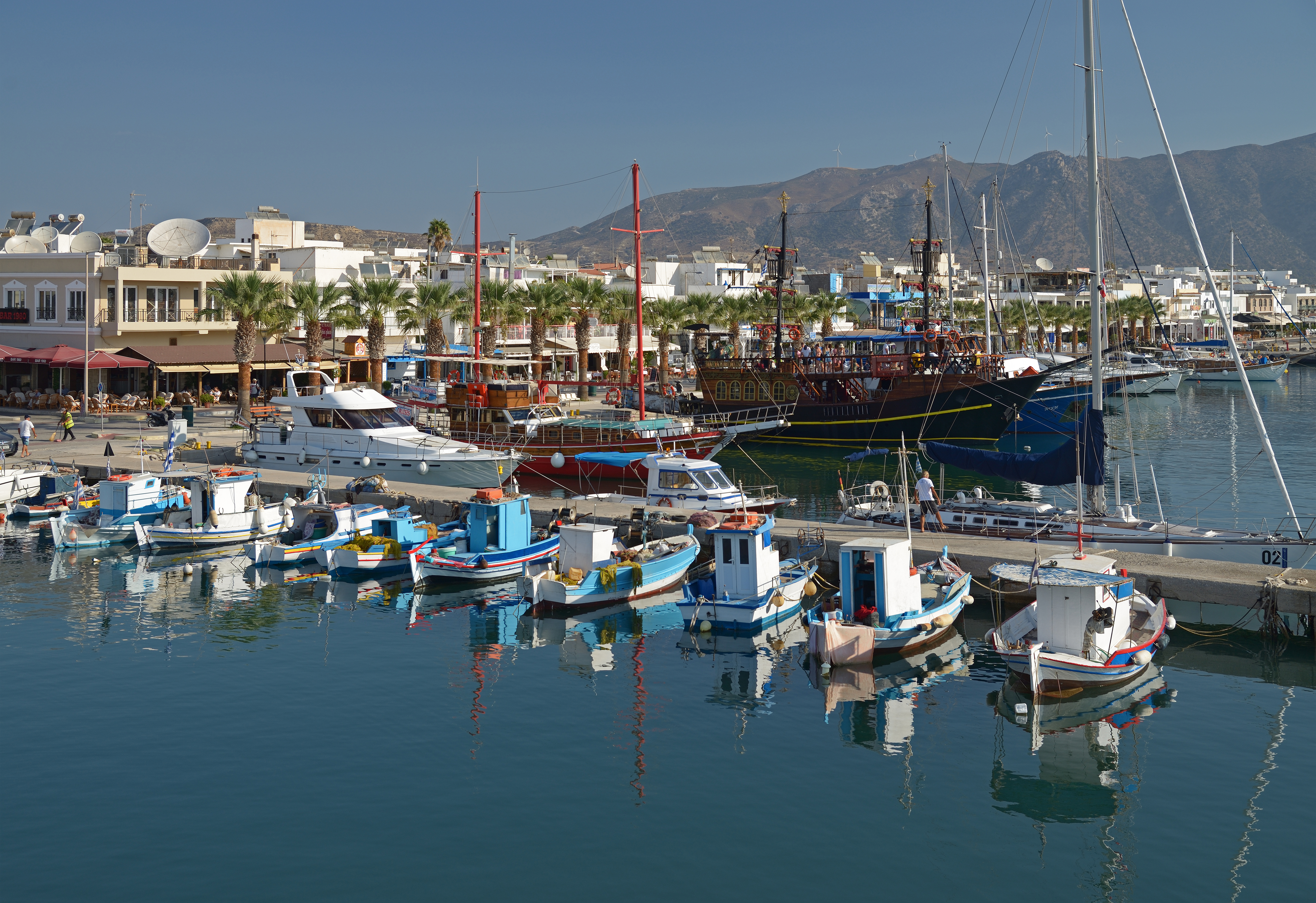
Blick auf das heutige Kardamena